# دربند، بارتین
دربند (به ترکی استانبولی: Derbent) یک منطقهٔ مسکونی در ترکیه است که در بارتین واقع شده‌است. دربند ۳۸۶ نفر جمعیت دارد.